# Phyllodoce catenula
Phyllodoce catenula är en ringmaskart som beskrevs av Addison Emery Verrill 1873. Phyllodoce catenula ingår i släktet Phyllodoce och familjen Phyllodocidae. Inga underarter finns listade i Catalogue of Life.